# Gregory Paul Winter
Sir Gregory Paul Winter (Leicester, 14 aprile 1951) è un biochimico britannico Premio Nobel per la chimica del 2018, insieme a George P. Smith e Frances Hamilton Arnold,  "per i loro lavori su enzimi, peptidi e anticorpi".